# 坂善商事
坂善商事株式会社（さかぜんしょうじ）は、東京都中央区に本社を置く、洋服の製造・販売を行う会社である。通称・略称は「サカゼン」。

## 概要
主に関東地方を中心に、関連会社のゼンモール株式会社（1959年「株式会社丸京百貨店」として設立。1965年テンペス株式会社→1970年坂善衣料傘下となり坂善工業→1985年現社名に変更）と共に紳士服・カジュアル衣料の販売事業を展開する。
従来の紳士服店では、あまり重視されなかった肥満サイズの紳士服をメインに商品展開を開始し、｢大きいサイズの紳士服｣というキャッチコピーも使用されている。このことから広告のイメージキャラクターには、2004年（平成16年）から石塚英彦を起用している。また、彼も含めた広告にはワタナベエンターテインメント所属タレント（中山秀征、イモトアヤコ、柏木由紀等）の起用が多い。
現在では、カジュアルアイテム・直輸入のインポートアイテムも取り扱っており、サイズ展開も大きいサイズのみならず普通サイズも数多くそろっている。

## 沿革
- 1946年（昭和21年）- 坂本善重郎が東京都台東区竹町にて個人創業。
- 1950年（昭和25年）- 坂本善重郎が個人商店による紳士服の店を千代田区岩本町に移転、卸売業を開始。社名にある「坂善」は創業者の氏名にちなむ。坂善衣料株式会社を設立。
- 1956年（昭和31年）- 中央区に日本橋横山町第1営業所開設（現・本店）。
- 1968年（昭和43年）- 新宿区新宿2丁目に本社ビル完成（現・新宿店）。坂善衣料より紳士服販売部門を分離し、坂善商事株式会社を設立。
- 1971年（昭和46年）- 坂善不動産株式会社を岩本町に設立。不動産売買業を開始。
- 1972年（昭和47年）- 坂善衣料が商号変更し、株式会社坂善となる。
- 1977年（昭和52年）- 坂善工業各工業直営店舗を開設。
- 1978年（昭和53年）- 馬喰町店を新設。
- 1983年（昭和58年）- 大丸百貨店（東京を中心に展開していた月賦百貨店で、関西を拠点としていた百貨店「大丸」＝現在のJ.フロント リテイリンググループとは無関係）と業務提携。大丸百貨店蒲田店を坂善大丸蒲田店として開設。
- 1971年（昭和60年）- 坂善工業株式会社をゼンモール株式会社に商号変更し小売業に進出。浦安1号店・下北沢店開店
- 1986年（昭和61年）- 大きいサイズの店を馬喰町店にて10坪でスタート。渋谷区神宮前に原宿2号店、3号店、5号店、同区宇田川町に渋谷店を開店。
- 1990年（平成2年）- 豊島区池袋にビルを建築し、池袋店を開店。
- 1991年（平成3年）- 千葉県幕張本郷にビルを建築し、幕張店を開店。世田谷区千歳烏山に烏山店を開店。渋谷区神宮前の原宿1号店を竹下1号店、原宿2号店を竹下2号店、原宿5号店を竹下5号店、原宿3号店を原宿店に店名を変更。
- 1992年（平成4年）- 府中市府中町に府中店、千葉県浦安市に浦安店を開店。
- 2002年（平成14年）- 立川市曙町に立川店開店。不動産部門の事務所を岩本町から新宿ビルへ移転
- 2003年（平成15年）- インターネット通販を新たに通信販売事業部として発足。藤沢市南藤沢に藤沢店、さいたま市大宮区に大宮店開店。
- 2004年（平成16年）- ゼンモールが株式会社坂善を吸収合併。千葉県千葉市に千葉店を開店
- 2005年（平成17年）- 坂本善重郎が坂善商事代表取締役社長を辞任し、代表取締役会長に就任。村上隆司が同社代表取締役社長に就任。
- 2008年（平成20年）- 千葉県柏市に柏店を開店
- 2009年（平成21年）- 埼玉県桶川市に桶川店を開店
- 2010年（平成22年）- 4月に埼玉県川口市に川口店、5月に神奈川県川崎市に川崎店を開店。原宿店を閉鎖し、跡地を外部へ売却。
- 2011年（平成23年）
  - 3月 - 東日本大震災にともない、被災地へ義援金、義援品を送る。
  - 9月 - 栃木県宇都宮市にて宇都宮店を開店。
  - 10月 - 東京都江戸川区にて西葛西店、神奈川県横浜市にて上大岡店を開店
- 2012年（平成24年）7月 - 神奈川県相模原市に相模大野店、埼玉県久喜市に菖蒲店を開店。ゼンモールが栃木開発株式会社を吸収合併。
- 2014年（平成26年）
  - 1月 - 坂善不動産が旧・栃木縫製跡地及び芳賀郡市貝町で太陽光発電事業開始。
  - 12月 - 宮城県仙台市に仙台店を開店。
- 2015年（平成27年）
  - 4月 -立川店を閉店。
  - 5月 - 川崎店を閉店。
  - 6月 - 神奈川県横須賀市に横須賀店を開店。
- 2016年（平成28年）
  - 創業70周年。
  - 3月 - 神奈川県横浜市に伊勢佐木町店を開店。
  - 4月 - 千葉県船橋市に南船橋店を開店。
  - 5月 - 立川店を新装開店。
  - 9月 - 千葉県佐倉市にユーカリが丘店を開店。
  - 10月 - 東京都足立区に北千住マルイ店を開店。坂善衣料株式会社が栃木県那須烏山市で太陽光発電事業開始。
- 2017年（平成29年）
  - 3月 - 神奈川県川崎市にマルイファミリー溝口店を開店。
  - 6月 - 大宮店を閉店。坂善衣料が栃木県芳賀郡市貝町西立野で太陽光発電事業を開始。
  - 9月 - 埼玉県さいたま市に大宮マルイ店を開店。
- 2018年（平成30年）9月 - ブリスワールド新宿店開店。北千住マルイ店増床。
- 2019年（令和元年）
  - 8月 - 東京都中央区の馬喰町店を改装し、日本橋本店に店名を変更。
  - 9月 - 本店を改装し、日本橋本店大きいサイズ専門館に店名を変更。
  - 11月 - 神奈川県川崎市に川崎ルフロン店開店。
- 2021年（令和3年）4月10日 - 埼玉県草加市に草加店開店。

## 事業所
- 坂善商事 - 東京都中央区日本橋馬喰町
- ゼンモール - 東京都渋谷区宇田川町
- 坂善不動産 - 東京都新宿区新宿

なお実際の事業本部はいずれも東京都中央区日本橋馬喰町にある。

## 広告・CMイメージキャラクター
- 石塚英彦（ホンジャマカ） - 大きいサイズの紳士服、イメージモデル
- 柏木由紀（AKB48） - 普通サイズのレディース、イメージモデル
- 眞栄田郷敦 - サカゼンフレッシャーズ、イメージモデル